# Disney Channel (Amérique latine)
 (juillet 2013).
Disney Channel est diffusée en Amérique latine depuis le 27 juillet 2000 comme chaîne optionnelle sur plusieurs réseaux câblés. En 2004 elle est devenue une chaîne de base de ces bouquets.

## Historique
En juillet 2000, Disney Channel est lancée en Amérique latine en utilisant la même marque graphique que Disney Channel en Europe, créée par GÉDÉON, mais avec la plupart des mêmes programmes que la version américaine.
A ses débuts, la diffusion de la chaîne était divisée en deux flux : Le flux Nord, destiné au Mexique, à l'Amérique centrale et aux Caraïbes, et le flux Sud, destiné à l'Amérique du Sud (à l'exception du Brésil), chacun ayant des grilles de programmation différentes. Disney Channel a également lancé sa première production originale, Zapping Zone, dont les animateurs apportent des informations et présentent les séries originales de Disney Channel au public.
En 2004, Disney Channel est devenue une chaîne du câble  et a repris l'habillage de Disney Channel U.S. de 2002. Parallèlement à ce nouvel habillage, la chaîne a commencé à diffuser de nouvelles séries, principalement axées sur les adolescents, et à placer les dessins animés originaux plus tôt dans la journée. Le matin, Playhouse Disney est diffusé avec des programmes pour les enfants âgés de 2 à 7 ans.
Le 7 avril 2008, Disney Channel Latin America achète les droits de diffusion de la série Zoo Mix à Neptuno.
Le 24 novembre 2009, Carolina Lightcap, ancienne vice-présidente de Disney Channel Latin America est nommée présidente de Disney Channel Worldwide.
Le 1er novembre 2009, Disney Channel a lancé son cinquième flux, le flux Pacifique, destiné au Chili, au Pérou, à l'Équateur et à la Bolivie et utilisant le fuseau horaire chilien. À cette même date, la chaîne a renouvelé les horaires et les contenus promotionnels de tous ses flux. Le 20 août 2010, un nouveau logo a été introduit. Le 2 décembre 2012, Disney Channel Latin America a lancé sa propre chaîne HD, diffusant en simultané le flux central.
Le 28 juillet 2014, Disney Channel a modifié son habillage graphique avec le nouveau look dévoilé en Allemagne le 17 janvier 2014 et aux États-Unis le 23 mai 2014.
En 2016, Disney Channel HD devient une chaîne indépendante avec ses propres grilles, les promos utilisant désormais trois fuseaux horaires (heures du Mexique, de la Colombie et de l'Argentine).
Le 9 juin 2017, la chaîne a modifié son identité graphique, avec un design très caractéristique des communautés réunies par les médias sociaux, trois mois après la version américaine.
Le 29 juillet 2019, la chaîne a modifié son graphisme d'ouverture, similaire à celui de la version américaine, mais les promos sont restées dans le style précédent. La même année, tous les flux lancent leurs diffusion simultanée en HD, la chaîne HD d'origine devenant à nouveau une diffusion simultanée en haute définition du flux Central.
Le 30 octobre 2020, exactement quinze mois après le précédent changement de marque, la chaîne change de graphisme et de typographie, se désengageant de la version américaine, qui a désormais un graphisme plus minimaliste et plus frappant, conçu par le studio graphique Flopicco, et présente un nouvel annonceur. Le logo à l'écran est encore plus petit et dispose d'une variante sur fond noir,.
Le 1er avril 2022, la chaîne sœur Disney XD a été fermée dans la région, ainsi que Disney Jr. au Brésil, en raison de la politique de restructuration de l'entreprise.
Le 2 décembre 2024, The Walt Disney Company a annoncé que Disney Channel prendrait fin au Brésil avec ses chaînes sœurs (à l'exception des chaînes ESPN) le 28 février 2025,,. En Amérique hispanique, la chaîne continuera à fonctionner comme Disney Jr. depuis la fin de ses activités au Brésil en 2022, car edans cette région, la chaîne est l'une des plus populaires sur la télévision payante (par exemple, au Mexique, elle est leader en termes d'audience).

## Organisation
Disney Channel dispose de trois flux différents pour chaque région, appelés Nord, Centre et Sud, qui sont diffusés en haute définition simultanément au signal de résolution standard.
Jusqu'en juillet 2014, les flux Nord, Centre et HD diffusaient les voix des acteurs mexicains Noé Velásquez et Pedro de la Llata, avec un accent neutre, tandis que le flux Sud recevait la narration de l'Argentin Leandro Dugatkin avec l'accent de River Plate. Depuis le changement de marque intervenu le 28 juillet 2014, tous les flux reçoivent la voix de Noé Velázquez et Lion Ollivier. Depuis le 30 octobre 2020 et l'utilisation des nouveaux graphiques, tous les flux reçoivent la locution d'Emilio Treviño.

## Séries originales
Les séries produites par Disney Television Animation et Disney Channel Original Series occupent la majeure partie de la grille. Certaines séries non originales sont également diffusées, telles que Patito Feo, Casi Ángeles, Mortified, Mes parrains sont magiques, Chiquititas, Magic, The Secret Show, The Next Step, Floricienta, George de la Jungle, Miraculous : Les Aventures de Ladybug et Chat Noir, Find Me in Paris, Tara Duncan (2021).
Il existe également des séries originales produites localement :
- Highway : Rodando la aventura (2010)
- Cuando toca la campana (2011 - 2012)
- Violetta (2012 - 2015)
- Soy Luna (2016 - 2018)
- Bia (2019 - 2020)
- STM: Sé tú misma (depuis 2023)
- Selenkay (depuis 2024)